# Тиан (блюдо)
Тиан (фр. Tian, tian provençal) — керамическая посуда родом из Прованса, используемая для приготовления пищи и для её подачи. Так же называется и блюдо, приготовленное в такой посуде.
«Тиан» происходит от древнего провансальского слова, обозначающего блюдо (посуду), а в настоящее время оно обозначает и то, что в нем готовят. 
Слово «tian» происходит от древнегреческого «teganon» (сковорода для жарки). 
Классический тиан представляет собой неглубокую терракотовую посуду с толстыми краями в форме усеченного конуса. Традиционно он глазурирован внутри и неглазурован снаружи. Он мельче, чем касалетка, глинянное блюдо, характерное для Камарга и Лангедока. Форма стала менее определенной, хотя глиняный корпус остается ключевой характеристикой.

## Блюдо
Тиан готовится путём запекания ингредиентов в печи или духовке. Блюдо под названием тиан менялось со временем. В словаре XVIII века это блюдо описывается как «постное рагу». Современный тиан описывается как не содержащий добавленной жидкости, ингредиенты готовятся до тех пор, пока не испарится естественная жидкость или влага. Провансальский тиан можно готовить не только из овощей, но также с добавлением к овощам баранины, рыбы, козьего сыра, яиц и даже фруктов. Тиан можно охарактеризовать как гратен в провансальском стиле. Типичные ингредиенты тиана больше ассоциируются с Провансом, чем с другими регионами Франции.

## См.также
- Бекеоффе
- Террин
- Кассуле
- Кассероль